# Tobrilus closlongicaudatus
Tobrilus closlongicaudatus is een rondwormensoort uit de familie van de Tobrilidae. De wetenschappelijke naam van de soort is voor het eerst geldig gepubliceerd in 1971 door Gagarin.